# Â
Az â (latin small/capital letter a with circumflex) betű a francia, a friuli, a fríz, a portugál, a román, a török, a vallon, a vietnámi  és a walesi nyelvben, de csak a román és a vietnámi ábécé része, mindkettőben a harmadik betű.
Az egykori román cirill ábécében a Ѫ volt a megfelelője. A Dnyeszter Menti Köztársaságban ma is használt moldáv ábécében ы a megfelelője.

## Használata

### A francia nyelvben
A franciában az [ɑ] (nyelvjárásokban lehet [a] is) hangot jelöli. Olyan helyen használják – néhány kivétellel – ahol az ófranciában -as- betűkapcsolat állt, melyből az idők során az s betű kikopott, de helyét máig jelzi a circumflexes magánhangzó: ófrancia baston > mai francia bâton ’bot’.

### A friuli nyelvben
A friuliban a hosszú a-t ([aː]) jelöli: câl [kaːl] ’esik’.

### A fríz nyelvben
A frízben az [ɔː] hang jele: wâld [ʋɔːt] ’erdő’.

### A portugál nyelvben
A portugálban az â a szabálytalan helyen hangsúlyos [ɐ] jele, szabályosan hangsúlyos esetben ezt a hangot nem jelölik circumflexszel, pl. lâmina [ˈɫɐ̃minə] ’penge’, de Lusitana [ɫuziˈtɐnə] ’luzitán/portugál nő’. Nem tévesztendő össze a másik hangsúlyos magánhangzóval, az á-val, melynek kiejtése [a].

### A román nyelvben
A románban az â a román ábécé harmadik betűje, kiejtése [ɨ], mely megegyezik az î betű kiejtésével: România [roˈmɨni.a] ’Románia’ – înțelegere [ɨnʦeleˈʤere] ’megértés’.

### A török nyelvben
A török nyelvben az â betűnek kétféle szerepe van:
- egyrészt az előtte álló k, g, l betűkkel jelölt [k], [g], [ɫ] hangokat lágyítja [c], [ɟ], [l] hangokká, pl. kâğıt [caːˈɯt] ’papír’;
- másrészt meghosszabbítja a hangot, pl. âdet [aːdˈet] ’tradíció’.

Mindkét eset – minimális kivételtől eltekintve – arab és perzsa eredetű idegen szavaknál fordul elő.

### A vallon nyelvben
A vallonban a hosszú a-t ([aː]) jelöli: mwârt [mwaːrt] ’halál’.

### A vietnámi nyelvben
Az â a vietnámi nyelvben a rövid [ɜ] hangot jelöli. A vietnámi ábécé harmadik betűje. Mivel a vietnámi tonális nyelv, ezért megkaphatja az 5 vietnámi ábécében használt tónusjelet is, ilyenkor a következő betűformák jönnek létre: Ầ ầ – Ẩ ẩ – Ẫ ẫ – Ấ ấ – Ậ ậ.

### A walesi nyelvben
A walesiben az â a hangsúlyos hosszú a-t ([aː]) jelöli: gwâr [gwaːr] ’civilizált’. Gyakran található utolsó szótagban, a szó végződésének és a ragnak összeolvadásaként, ilyenkor kiejtése megrövidülhet: drama ’dráma’ + -au ’a többes szám jele’ > dramâu [draˈmaɨ]/[draˈmai] ’drámák’.

## Átírások
A berber nyelv latin betűs átírásában a ⵄ betűt ([ʕ]) â-val jelölik.
Az ISO 9:1995 szabvány szerint â-val írjuk át a cirill Я betűt.

## Egyebek
A horvát és szerb nyelvben nyelvészeti kiadványokban az â betűvel jelölik az [a] hang hosszú változatát ([aː]). A mindennapokban ezt a jelölést máshol nem használják.

## Karakterkódolás
| Karakterkészlet | Kisbetű (â) | Nagybetű (Â) |
| --------------- | ----------- | ------------ |
| Unicode         | U+00E2      | U+00C2       |
| HTML/XML        | &acirc;     | &Acirc;      |